# El hereje (novela de Miguel Delibes)
El hereje es una novela de Miguel Delibes publicada en 1998. A través de las peripecias vitales y espirituales de Cipriano Salcedo, Delibes traza con mano maestra un vivísimo retrato del Valladolid de la época de Carlos V, de sus gentes, sus costumbres y sus paisajes.
El 31 de octubre de 1517, Martín Lutero fijó sus noventa y cinco tesis contra las indulgencias en la puerta de la iglesia de Wittenberg, hecho que desencadenaría el cisma de la Iglesia católica y la Reforma protestante. Ese mismo día nació en la villa de Valladolid el hijo de don Bernardo Salcedo y doña Catalina Bustamante, bautizado como Cipriano. En tiempos de convulsiones políticas y religiosas, esa coincidencia de fechas marcaría fatalmente su destino. Huérfano de madre desde su nacimiento y falto del amor del padre, Cipriano contó, sin embargo, con el afecto de su nodriza Minervina, una relación que le sería arrebatada y que le perseguiría el resto de su vida. Convertido en próspero comerciante, se puso en contacto con las corrientes protestantes que, de manera clandestina, empezaban a introducirse en la Península. Pero la difusión de ese movimiento fue progresivamente censurada por el Santo Oficio.
El hereje, ambientada en el siglo XVI, es la novela más extensa de Miguel Delibes.  En esta novela el autor «reconstruye con fidelidad el pulso de la vida cotidiana de Valladolid y su provincia durante el reinado de Carlos V». De hecho, se la dedica: «A Valladolid, mi ciudad».